# 海氏突頜魚
海氏突領魚（学名：Hybognathus hayi）为輻鰭魚綱鯉形目雅羅魚科的其中一種，體長可達12公分，分布於北美洲美國印第安納州西南部、伊利諾州南部到路易斯安那州的俄亥俄河和密西西比河流域；從佛羅里達州和阿拉巴馬州的埃斯坎比亞河、德克薩斯州薩賓河流域，本魚體延長而側扁，眼睛大，口端位，兩肋前部的鱗片有明顯的黑色邊緣，形成明顯的菱形圖案，體背部黃橄欖色，且有一條明顯的暗褐色或綠金色條帶，背部也有翠綠色的斑點，體側面是銀色的，腹部是灰色的，沒有任何暗色條紋，體長可達12公分，成魚出現通常在泥與緩動性溪流的沼澤中岩石附近活動，屬草食性，以藻類及浮游植物為食。

## 扩展阅读
維基物種上的相關：海氏突領魚
1. ↑  NatureServe. . The IUCN Red List of Threatened Species. 2013, 2013: e.T202112A18235270. doi:10.2305/IUCN.UK.2013-1.RLTS.T202112A18235270.en.
2. ↑  . Missouri Department of Conservation.   [19 November 2017]. （原始内容存档于2020-10-17）.